# Magenta (Marne)
Magenta je francouzská obec v departementu Marne v regionu Grand Est. V roce 2012 zde žilo 1 747 obyvatel. Je součástí aglomerace města Épernay.

## Sousední obce
Dizy, Épernay, Hautvillers

## Vývoj počtu obyvatel
Počet obyvatel